# Отвелл (Індіана)
Отвелл (англ. Otwell) — переписна місцевість (CDP) в США, в окрузі Пайк штату Індіана. Населення — 396 осіб (2020).

## Географія
Отвелл розташований за координатами 38°27′23″ пн. ш. 87°5′45″ зх. д. / 38.45639° пн. ш. 87.09583° зх. д. (38.456326, -87.095968).  За даними Бюро перепису населення США в 2010 році переписна місцевість мала площу 4,63 км², з яких 4,62 км² — суходіл та 0,01 км² — водойми.

## Демографія
Згідно з переписом 2010 року, у переписній місцевості мешкали 434 особи в 218 домогосподарствах у складі 117 родин. Густота населення становила 94 особи/км².  Було 238 помешкань (51/км²).
Расовий склад населення:
| - 97,7 % — білих - 0,7 % — чорних або афроамериканців - 0,2 % — азіатів |

До двох чи більше рас належало 0,9 %. Частка іспаномовних становила 2,1 % від усіх жителів.
За віковим діапазоном населення розподілялося таким чином: 17,7 % — особи молодші 18 років, 61,3 % — особи у віці 18—64 років, 21,0 % — особи у віці 65 років та старші. Медіана віку мешканця становила 46,9 року. На 100 осіб жіночої статі у переписній місцевості припадало 87,9 чоловіків;  на 100 жінок у віці від 18 років та старших — 93,0 чоловіків також старших 18 років.
За межею бідності перебувало 10,6 % осіб, у тому числі 0,0 % дітей у віці до 18 років та 33,3 % осіб у віці 65 років та старших.
Цивільне працевлаштоване населення становило 226 осіб. Основні галузі зайнятості: роздрібна торгівля — 30,5 %, виробництво — 29,6 %, транспорт — 29,2 %.